# Salomone Leclerq
Guillaume Nicolas Louis Leclerq, in religione fratel Salomone (Boulogne-sur-Mer, 15 novembre 1745 – Parigi, 2 settembre 1792), è stato un religioso francese della congregazione dei Fratelli delle scuole cristiane. Beatificato nel 1926 insieme con gli altri martiri dei massacri di settembre, è stato proclamato santo da papa Francesco nel 2016.

## Biografia
Nato a Boulogne-sur-Mer nel 1745, entrò nella congregazione dei Fratelli delle scuole cristiane con il nome di Salomone. Rifiutatosi di prestar giuramento durante la rivoluzione francese, si trovò  a vivere da solo a Parigi in stato di clandestinità. Il 15 agosto 1792 fu arrestato e rinchiuso nel convento dei carmelitani di Parigi, trasformato in prigione, con numerosi altri compagni. Il 2 settembre Salomone e i suoi compagni di prigionia furono massacrati a colpi di spada.
È stato beatificato il 17 ottobre 1926 da papa Pio XI insieme a 191 compagni martiri dei massacri di settembre, ed è stato canonizzato da papa Francesco il 16 ottobre 2016.